# 吹田サービスエリア
吹田サービスエリア（すいたサービスエリア）は、大阪府吹田市岸部北4丁目の名神高速道路上にあるサービスエリアである。

## 概要
1963年（昭和38年）7月16日に供用開始。当時はトイレのみのサービスエリアであった。同年12月27日に給油所、1965年（昭和40年）7月8日に売店、1968年（昭和43年）2月20日に無料道路案内所が営業開始。
本線を渡る歩道橋があるので、駐車場・ガソリンスタンドを除き小牧方面・西宮方面の施設を相互に利用が可能である。歩道橋を設けたのは、レストランが上り線にのみしか設けられなかったため、下り線からも利用できるように配慮したためである。なお当初は、本線上を跨ぐオーバーブリッジ・タイプとすることも提案されたが、建築基準法に触れることや費用の問題から採用とはならなかった。
逆走事故が多く発生したため、逆走防止装置が設置されている。

## 道路
- E1 名神高速道路

## 施設
上下線とも建物内の店舗はがんこフードサービスが運営している。
2020年（令和2年）11月30日に上り線のトイレがリニューアルオープンをした。

### 上り線（名古屋・福井方面）
- 駐車場
  - 大型 38台
  - 小型 99台
- トイレ
  - 男性 大11（和式2・洋式9）・小19
  - 女性 38（和式4・洋式34）
  - 車椅子用 1
- ガソリンスタンド（ENEOS（(株)ネクステージ）、24時間）
- 電気自動車用急速充電器（24時間）：要事前登録
- レストラン（「がんこ　なにわ市場食堂」、11:00-23:00、ラストオーダー22:30）
- スナック（「なにわ市場」、24時間）
- テイクアウト（「なにわ市場　場外」、9:00-20:00、ラストオーダー19:45）
- ショッピング（「なにわ市場」、24時間）
- 自動販売機
- インフォメーション・FAXサービス（平日9:00-18:00、土曜・日曜・祝日9:00-19:00）
- ATM（セブン銀行、24時間）
- 携帯電話充電器（24時間）
- 阪神タイガースミニショップ（平日9:00-18:00、土曜・日曜・祝日9:00-19:00）

### 下り線（神戸方面）
2021年（令和3年）1月12日に下り線のトイレがリニューアルオープンをした。
- 駐車場
  - 大型 34台
  - 小型 109台
- トイレ
  - 男性 大12（和式1・洋式11）・小14
  - 女性 20（和式2・洋式18）
  - 車椅子用 1
- ガソリンスタンド（ENEOS（エネクスフリート(株)）、24時間）
- 電気自動車用急速充電器（24時間）：要事前登録
- フードコート
  - 焼肉690（10:00-20:00）
  - 釜ゆで大阪うどん 芦刈（24時間） ※ただし、釜ゆで大阪うどん提供時間は7:00から21:00までである。
  - トラジャコーヒー ドリップカフェ（7:00-20:00）
  - Cobara Suita（9:00-20:00）
- ショッピング（24時間）
  - 名店街ゾーン
  - コンビニゾーン
  - 民芸・玩具ゾーン
- 自動販売機
- インフォメーション・FAXサービス（平日8:00-17:00、土曜・日曜・祝日7:00-17:00）
- 携帯電話充電器（24時間）

## 隣
E1 名神高速道路
(35) 吹田JCT/IC - 吹田SA - (36) 豊中IC

## 名神吹田バスストップ
吹田市江坂町の国道423号との交点付近には名神吹田バスストップが設置されていた。名神高速を経由する高速バスが停車していたが、1970年代中ごろに廃止された。現在でもバスストップへの階段（出入り不可）が残っている。名神吹田バスストップ（yahoo地図）

## その他
当SAのトイレにて、女性トイレが混雑している際、一部の女性が男性トイレを利用するという出来事があった。このため、NEXCO西日本は「今だけ男をしないように」という貼り紙を男性トイレの入口に貼っている。